# ئی‌ام‌دی جی‌پی۳۵
ئی‌ام‌دی جی‌پی۳۵ (انگلیسی: EMD GP35) یک لوکوموتیو دیزلی ساخت شرکت جنرال موتورز دیزل و الکترو-موتیو دیویژن بوده است.
این لوکوموتیو که مابین سال‌های ۱۹۶۳ تا ۱۹۶۶ تولید می‌شده دارای ۱۶ سیلندر و ۲۵۰۰ اسب بخار توان خروجی بوده است.